# Ethan Del Mastro
Ethan Del Mastro, född 15 januari 2003, är en kanadensisk professionell ishockeyback som är kontrakterad till Chicago Blackhawks i National Hockey League (NHL) och spelar för Rockford Icehogs i American Hockey League (AHL).
Han har tidigare spelat för Mississauga Steelheads och Sarnia Sting i Ontario Hockey League (OHL).
Del Mastro draftades av Chicago Blackhawks i fjärde rundan i 2021 års draft som 105:e spelare totalt.

## Statistik
| Källa: Utv = Utvisningsminuter Uppdaterad: 2024-04-13 | Källa: Utv = Utvisningsminuter Uppdaterad: 2024-04-13 | Källa: Utv = Utvisningsminuter Uppdaterad: 2024-04-13 |                                           | Grundserie                                | Grundserie                                | Grundserie                                | Grundserie                                | Grundserie                                |                                           | Slutspel                                  | Slutspel                                  | Slutspel                                  | Slutspel                                  | Slutspel                                  |                                           |
| Säsong                                                | Lag                                                   | Liga                                                  | Matcher                                   | Mål                                       | Assists                                   | Poäng                                     | Utv                                       | Matcher                                   | Mål                                       | Assists                                   | Poäng                                     | Utv                                       |                                           |                                           |                                           |
| ----------------------------------------------------- | ----------------------------------------------------- | ----------------------------------------------------- | ----------------------------------------- | ----------------------------------------- | ----------------------------------------- | ----------------------------------------- | ----------------------------------------- | ----------------------------------------- | ----------------------------------------- | ----------------------------------------- | ----------------------------------------- | ----------------------------------------- | ----------------------------------------- | ----------------------------------------- | ----------------------------------------- |
| 2018–2019                                             | Toronto Marlboros                                     | GTHL                                                  | 73                                        | 8                                         | 36                                        | 44                                        | 40                                        |                                           |                                           |                                           |                                           |                                           |                                           |                                           |                                           |
|                                                       | Toronto Marlboros                                     |                                                       | 33                                        | 2                                         | 19                                        | 21                                        | 24                                        | —                                         | —                                         | —                                         | —                                         | —                                         |                                           |                                           |                                           |
| 2019–2020                                             | Mississauga Steelheads                                | OHL                                                   | 57                                        | 0                                         | 7                                         | 7                                         | 28                                        | —                                         | —                                         | —                                         | —                                         | —                                         |                                           |                                           |                                           |
| 2020–2021                                             | Mississauga Steelheads                                | OHL                                                   | Spelade ej på grund av covid-19-pandemin. | Spelade ej på grund av covid-19-pandemin. | Spelade ej på grund av covid-19-pandemin. | Spelade ej på grund av covid-19-pandemin. | Spelade ej på grund av covid-19-pandemin. | Spelade ej på grund av covid-19-pandemin. | Spelade ej på grund av covid-19-pandemin. | Spelade ej på grund av covid-19-pandemin. | Spelade ej på grund av covid-19-pandemin. | Spelade ej på grund av covid-19-pandemin. | Spelade ej på grund av covid-19-pandemin. | Spelade ej på grund av covid-19-pandemin. | Spelade ej på grund av covid-19-pandemin. |
| 2021–2022                                             | Mississauga Steelheads                                | OHL                                                   | 68                                        | 7                                         | 41                                        | 48                                        | 91                                        | 10                                        | 0                                         | 3                                         | 3                                         | 10                                        |                                           |                                           |                                           |
| 2022–2023                                             | Mississauga Steelheads                                | OHL                                                   | 22                                        | 2                                         | 19                                        | 21                                        | 35                                        | —                                         | —                                         | —                                         | —                                         | —                                         |                                           |                                           |                                           |
|                                                       | Sarnia Sting                                          | OHL                                                   | 30                                        | 5                                         | 33                                        | 38                                        | 47                                        | 16                                        | 0                                         | 10                                        | 10                                        | 31                                        |                                           |                                           |                                           |
| 2023–2024                                             | Chicago Blackhawks                                    | NHL                                                   | 1                                         | 0                                         | 0                                         | 0                                         | 0                                         | —                                         | —                                         | —                                         | —                                         | —                                         |                                           |                                           |                                           |
|                                                       | Rockford Icehogs                                      | AHL                                                   | 66                                        | 7                                         | 30                                        | 37                                        | 48                                        | —                                         | —                                         | —                                         | —                                         | —                                         |                                           |                                           |                                           |
| NHL totalt                                            | NHL totalt                                            | NHL totalt                                            | 1                                         | 0                                         | 0                                         | 0                                         | 0                                         | —                                         | —                                         | —                                         | —                                         | —                                         |                                           |                                           |                                           |
| OHL totalt                                            | OHL totalt                                            | OHL totalt                                            | 177                                       | 14                                        | 100                                       | 114                                       | 201                                       | 26                                        | 0                                         | 13                                        | 13                                        | 41                                        |                                           |                                           |                                           |

### Internationellt
| Källa: Uppdaterad: 2024-04-13 | Källa: Uppdaterad: 2024-04-13 | Källa: Uppdaterad: 2024-04-13 |         | Utv = Utvisningsminuter | Utv = Utvisningsminuter | Utv = Utvisningsminuter | Utv = Utvisningsminuter | Utv = Utvisningsminuter |
| År                            | Lag                           | Mästerskap                    | Matcher | Mål                     | Assists                 | Poäng                   | Utv                     |                         |
| ----------------------------- | ----------------------------- | ----------------------------- | ------- | ----------------------- | ----------------------- | ----------------------- | ----------------------- | ----------------------- |
| 2021                          | Kanada                        | U18-VM                        | 7       | 0                       | 2                       | 2                       | 8                       |                         |
| 2022                          | Kanada                        | JVM                           | 6       | 0                       | 0                       | 0                       | 2                       |                         |
| 2023                          | Kanada                        | JVM                           | 7       | 0                       | 3                       | 3                       | 8                       |                         |
| Junior totalt                 | Junior totalt                 | Junior totalt                 | 20      | 0                       | 5                       | 5                       | 18                      |                         |